# Plectranthias mcgroutheri
Plectranthias mcgroutheri là một loài cá biển thuộc chi Plectranthias trong họ Cá mú. Loài này được mô tả lần đầu tiên vào năm 2021.

## Từ nguyên
Từ định danh mcgroutheri được đặt theo tên của Mark McGrouther, đồng nghiệp của các tác giả, cựu quản lý bộ sưu tập tại Bảo tàng Úc (Sydney), cũng là người đã thu thập tất cả các mẫu vật của loài cá này.

## Phân bố
P. mcgroutheri là loài đặc hữu của Tây Úc, có phân bố từ vịnh Exmouth qua đến thị trấn Broome, được tìm thấy ở độ sâu khoảng 166–202 m.

## Mô tả
Chiều dài lớn nhất được biết đến ở P. mcgroutheri là 7,6 cm. Cá có màu đỏ hồng với các đốm lớn màu đỏ cam pha vàng. Loài này trước đây bị xác định nhầm với Plectranthias wheeleri.
Số gai vây lưng: 10; Số tia vây lưng: 16; Số gai vây hậu môn: 3; Số tia vây hậu môn: 7; Số tia vây ngực: 14.